# Bilal El Khannous
Bilal El Khannous (em árabe: بلال الخنوس; Grimbergen, 10 de maio de 2004) é um futebolista marroquino que atua como meio-campista. Atualmente, joga pelo Leicester City, clube da Premier League.

## Carreira
É um expoente juvenil do Anderlecht, antes de se mudar para o Genk em 2019. Em 24 de julho de 2020 assinou seu primeiro contrato profissional. Ele fez sua estreia na liga em 21 de maio de 2022 contra o Mechelen.
Nascido na Bélgica, ele joga pela seleção do Marrocos, é descendente de marroquinos. Já jogou na seleção juvenil da Bélgica, mudou para representar os Sub-20 de Marrocos.
Em 10 de novembro de 2022, ele foi convocado para a seleção de 26 jogadores do Marrocos que se tornou a primeira seleção africana a disputar uma semifinal em copas na Copa do Mundo da FIFA 2022 no Catar.